# Friesland (serie televisiva)
Friesland è una serie televisiva tedesca di genere poliziesco prodotta da Warner Bros. Deutschland e trasmessa dal 2014 sull'emittente ZDF. Protagonisti della serie sono gli attori Sophie Dal, Maxim Mehmet e Florian Lukas; altri interpreti principali sono Felix Vörtler, Theresa Underberg, Holger Stockhaus e Yunus Cumartpay.
La serie si compone di 18 episodi in formato di film TV: il primo episodio, intitolato Mörderische Gezeiten, venne trasmesso in prima visione il 3 maggio 2014.

## Trama
Süher Özlügül è una poliziotta che lavora in un villaggio della Frisia Orientale in tandem con il collega Jens Jensen, in seguito sostituito da Henk Cassens.

## Episodi
| Nr | Titolo originale     | Titolo italiano | Prima TV Germania                                  | Prima TV Italia |
| -- | -------------------- | --------------- | -------------------------------------------------- | --------------- |
| 1  | Mörderische Gezeiten | inedito         | 3 maggio 2014                                      | inedito         |
| 2  | Familiengeheimnisse  | inedito         | 7 febbraio 2015                                    | inedito         |
| 3  | Klootschießen        | inedito         | 27 febbraio 2016                                   | inedito         |
| 4  | Irrfeuer             | inedito         | 25 febbraio 2017                                   | inedito         |
| 5  | Krabbenkrieg         | inedito         | 15 aprile 2017                                     | inedito         |
| 6  | Der blaue Jan        | inedito         | 13 gennaio 2018                                    | inedito         |
| 7  | Schmutzige Deals     | inedito         | 10 febbraio 2018                                   | inedito         |
| 8  | Asche zu Asche       | inedito         | 9 marzo 2019                                       | inedito         |
| 9  | Hand und Fuß         | inedito         | 14 dicembre 2019                                   | inedito         |
| 10 | Aus dem Ruder        | inedito         | 29 febbraio 2020                                   | inedito         |
| 11 | Gegenströmung        | inedito         | 19 dicembre 2020                                   | inedito         |
| 12 | Haifischbecken       | inedito         | 26 febbraio 2021 (streaming)/27 febbraio 2021 (TV) | inedito         |
| 13 | Bis aufs Blut        | inedito         | 16 ottobre 2021 (streaming)/23 ottobre 2021 (TV)   | inedito         |
| 14 | Unter der Oberfläche | inedito         | 22 gennaio 2022                                    | inedito         |
| 15 | Prima Klima          | inedito         | 23 marzo 2022 (streaming)/30 marzo 2022 (TV)       | inedito         |
| 16 | Fundsachen           | inedito         | 15 ottobre 2022/22 ottobre 2022 (TV)               | inedito         |
| 17 | Artenvielfalt        | inedito         | 14 gennaio 2023 /22 febbraio 2023 (TV)             | inedito         |
| 18 | Landfluchten         | inedito         | 6 maggio 2023 (streaming)/13 maggio 2023 (TV)      | inedito         |
| 19 | Feuerteufel          | inedito         | 13 dicembre 2023 (TV)                              | inedito         |
| 20 | Sterneduell          | inedito         | 30 maggio 2024 (TV)                                | inedito         |
| 21 | Sturmmöwen           | inedito         | 21 dicembre 2024 (TV)                              | inedito         |
| 22 | Abdrift              | inedito         | 19 aprile 2025 (TV)                                | inedito         |

## Personaggi e interpreti
- Süher Özlügül, interpretata da Sophie Dal (ep. 1-...).[2][3]
- Henk Cassens, interpretato da Maxim Mehmet (ep. 6-...).[2][3]
- Jens Jensen, interpretato da Florian Lucas (ep. 1-5).[2][3]
- Comm. Capo Jan Brockhorst, interpretato da Felix Vörtler (ep. 1-...).[2][3]
- Insa Scherzinger, interpretata da Theresa Underberg (17 episodi).[2][3]

## Produzione
Principale luogo delle riprese è la cittadina di Leer. La stazione di polizia è "ubicata" in modo fittizio in quella che in realtà è la biblioteca statale.
Altri luoghi delle riprese sono il porto di Greetsiel, i villaggi di Ditzum, Jemgum e Weener e l'isola di Norderney.

## Ascolti
L'episodio che ha totalizzato il maggior numero di ascolti è stato il quindicesimo intitolato Prima Klima, che è stato trasmesso in TV il 30 marzo 2022 ed è stato seguito da 7,95 milioni di telespettatori.